# Eucereon cinctum
Eucereon cinctum là một loài bướm đêm thuộc phân họ Arctiinae, họ Erebidae.